# Lapilli

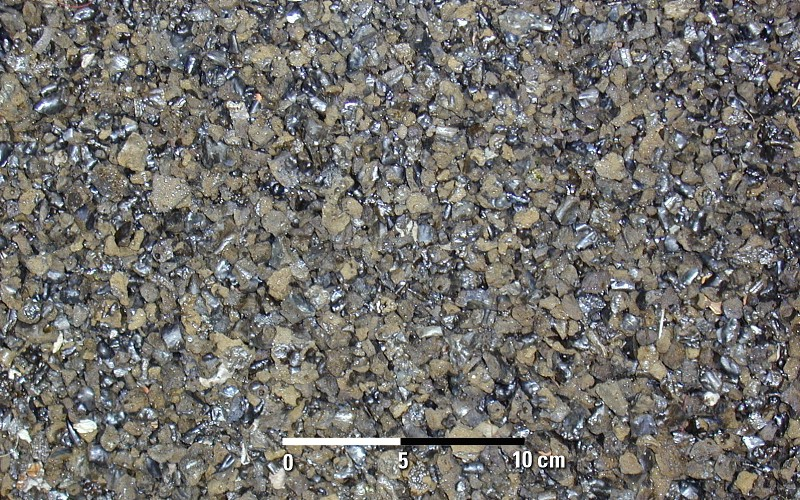
Lapilli från Kilauea.

Lapilli är små lavafragment som kastas ut vid vulkanutbrott. De varierar från ärt- till valnötsstorlek och har ofta avrundade former och porös beskaffenhet.

## Bildning
Lapilli är sfäroid, droppformade, hantel- eller knappformiga droppar av smält eller halvsmält lava med 2 – 64 mm diameter, som faller till marken i fortfarande åtminstone delvis smält form. Dessa granuler är ett direkt resultat av flytande stens kylning när den färdas genom luften.

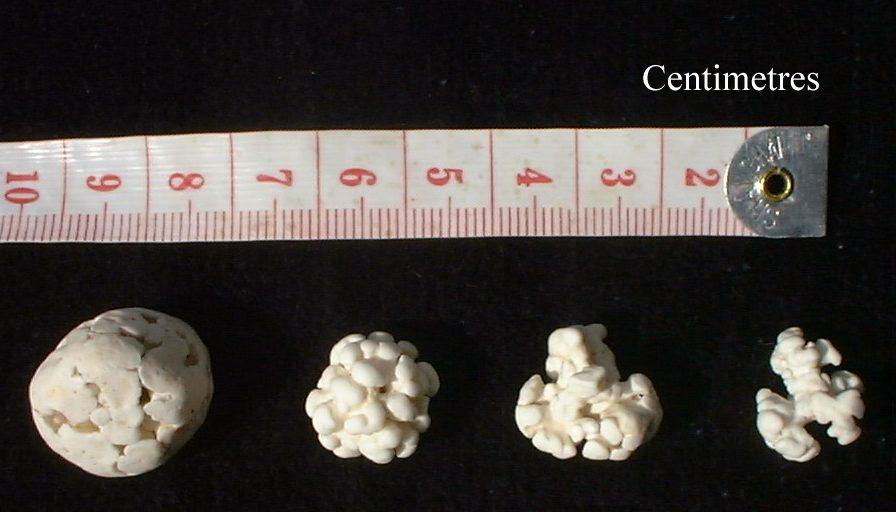
Lapilli på Fuerteventura.

Lapillituff är en mycket vanlig form av vulkanisk sten typisk för pyroklastiska utbrott av rhyolit, andesit och dacit. Här kan tjocka lager av lapilli deponeras under utbrott. De flesta lapillituff som finns i gammal terräng är bildade genom ackumulering och sintring av halvsmält lapilli.
Värmen från nyligen deponerade vulkaniska lager tenderar att orsaka att det halvsmälta materialet plattas ut när det sintras. Texturen hos sintrad tuff utmärks av tillplattad lapilli, fiamme, block och bomber som utgör oblat- till diskusformade former inom lagren. Dessa stenar är ganska bestående och solida, till skillnad från ickesintrad lapillituff, som är obeständig och lätt eroderas.

### Påväxt lapilli
Runda fragment kallas ”påväxt lapilli” om de består av vulkaniska askpartiklar. Dessa bildas i pelare eller moln av vattenånga eller elektrostatiska krafter, med askpartiklar som kärna som beläggs innan de fallar ut från molnet. Dessa uppfattas som vulkaniska hagel uppbyggda genom koncentriska skikt kring en kärna.